# Rheinbacher Wald
Koordinaten: 50° 35′ 45″ N, 6° 57′ 41″ O

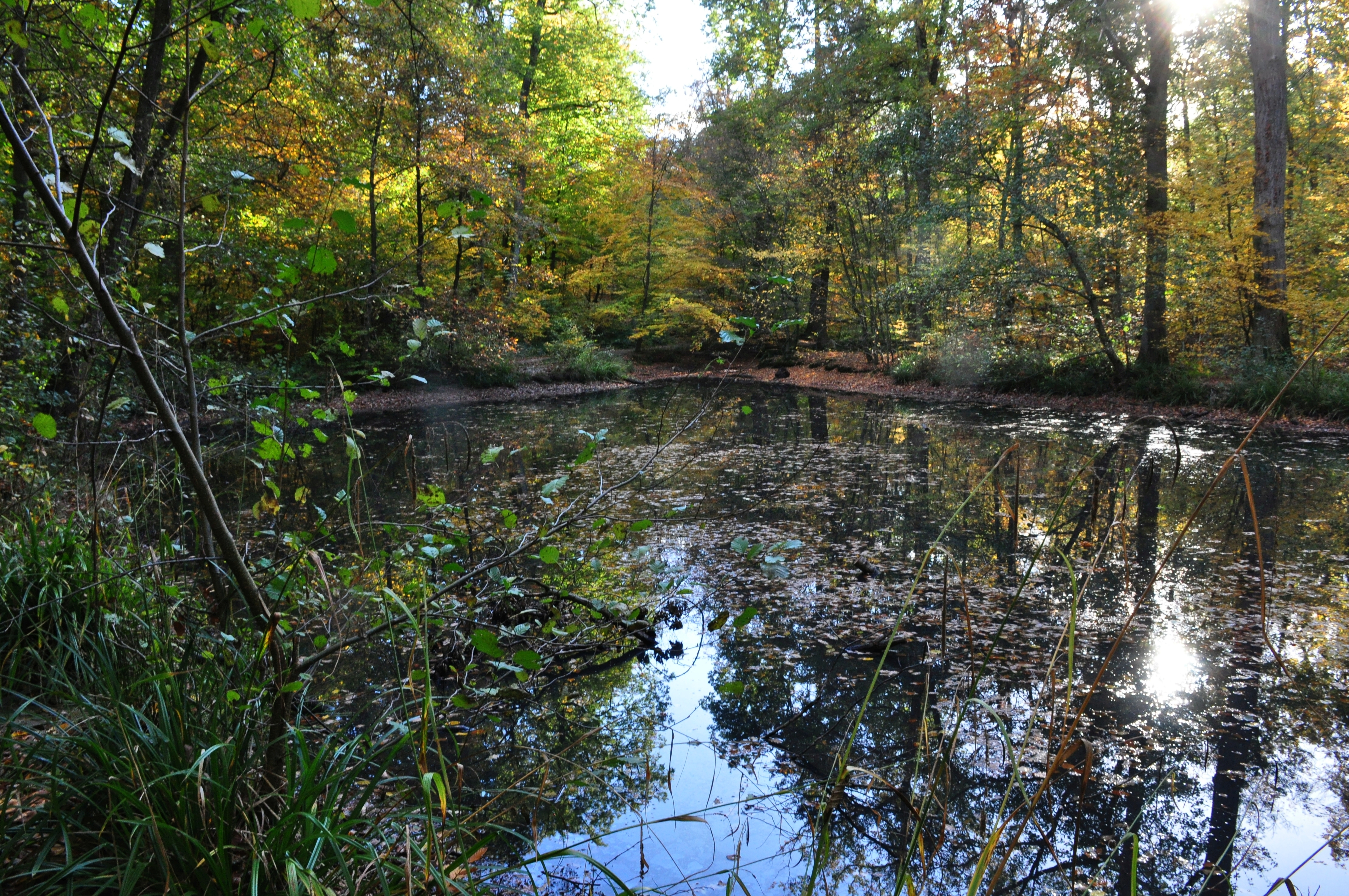
Naturschutzgebiet Rheinbacher Wald (November 2020)

Das Naturschutzgebiet Rheinbacher Wald liegt auf dem Gebiet der Stadt Rheinbach im Rhein-Sieg-Kreis in Nordrhein-Westfalen.
Das aus zwei Teilflächen bestehende Gebiet erstreckt sich südlich der Kernstadt Rheinbach, am südwestlichen Rand des Gebietes liegt der Rheinbacher Stadtteil Todenfeld. Am westlichen Rand des Gebietes verläuft die Landesstraße L 492, nordöstlich verlaufen die B 266, die L 471 und die A 61.

## Bedeutung
Das etwa 666,1 ha große Gebiet wurde im Jahr 1998 unter der Schlüsselnummer SU-061 unter Naturschutz gestellt.